# Poppiïta
La poppiïta és un mineral de la classe dels silicats, que pertany al grup de la pumpel·lyita. Rep el nom en memòria de Luciano Poppi, professor de mineralogia de la Universitat de Mòdena, per tots els seus esforços dedicats a la ciència dels minerals.

## Característiques
La poppiïta és un silicat de fórmula química Ca₂(V³⁺V³⁺₂)(Si₂O₇)(SiO₄)(OH,O)₂(H₂O). Va ser aprovada com a espècie vàlida per l'Associació Mineralògica Internacional l'any 2005. Cristal·litza en el sistema monoclínic.
Segons la classificació de Nickel-Strunz, la poppiïta pertany a «09.B - Estructures de sorosilicats amb grups barrejats de SiO₄ i Si₂O₇; cations en coordinació octaèdrica [6] i major coordinació» juntament amb els següents minerals: al·lanita-(Ce), al·lanita-(La), al·lanita-(Y), clinozoisita, dissakisita-(Ce), dol·laseïta-(Ce), epidota, hancockita, khristovita-(Ce), mukhinita, piemontita, piemontita-(Sr), manganiandrosita-(La), tawmawita, tweddillita, ferrial·lanita-(Ce), niigataïta, manganiandrosita-(Ce), dissakisita-(La), vanadoandrosita-(Ce), uedaïta-(Ce), epidota-(Sr), al·lanita-(Nd), ferrial·lanita-(La), åskagenita-(Nd), zoisita, macfal·lita, sursassita, julgoldita-(Fe2+), okhotskita, pumpel·lyita-(Fe2+), pumpel·lyita-(Fe3+), pumpel·lyita-(Mg), pumpel·lyita-(Mn2+), shuiskita, julgoldita-(Fe3+), pumpel·lyita-(Al), julgoldita-(Mg), ganomalita, rustumita, vesuvianita, wiluïta, manganovesuvianita, fluorvesuvianita, vyuntspakhkita-(Y), del·laïta, gatelita-(Ce) i västmanlandita-(Ce).

## Formació i jaciments
Va ser descoberta a la mina Valgraveglia, situada a Monte Copello, a Reppia, Ne (Ligúria, Itàlia). També ha estat descrita a la mina Golden Giant (Ontario, Canadà), a la mina Komatsu (Saitama, Japó) i a la pedrera Schahn (Renània-Palatinat, Alemanya). Aquests indrets són els únics de tot el planeta on ha estat descrita aquesta espècie mineral.